# Pellorneum ruficeps
La tordina pechiestriada (Pellorneum ruficeps) es una especie de ave paseriforme de la familia Pellorneidae propia del sur de Asia. Se encuentra principalmente en los bosques y matorrales húmedos de regiones montañosas. Se alimenta de insectos que busca en pequeñas bandadas por el suelo del bosque, entre la hojarasca. Son difíciles de observar pero pueden localizarse por sus característicos cantos.

## Descripción

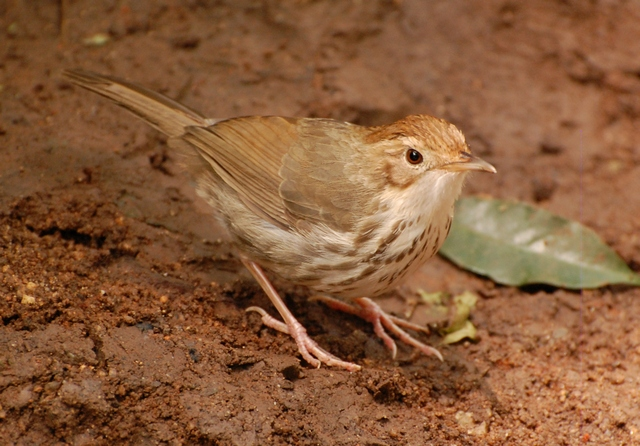
Ejemplar en los montes Nandi, India.

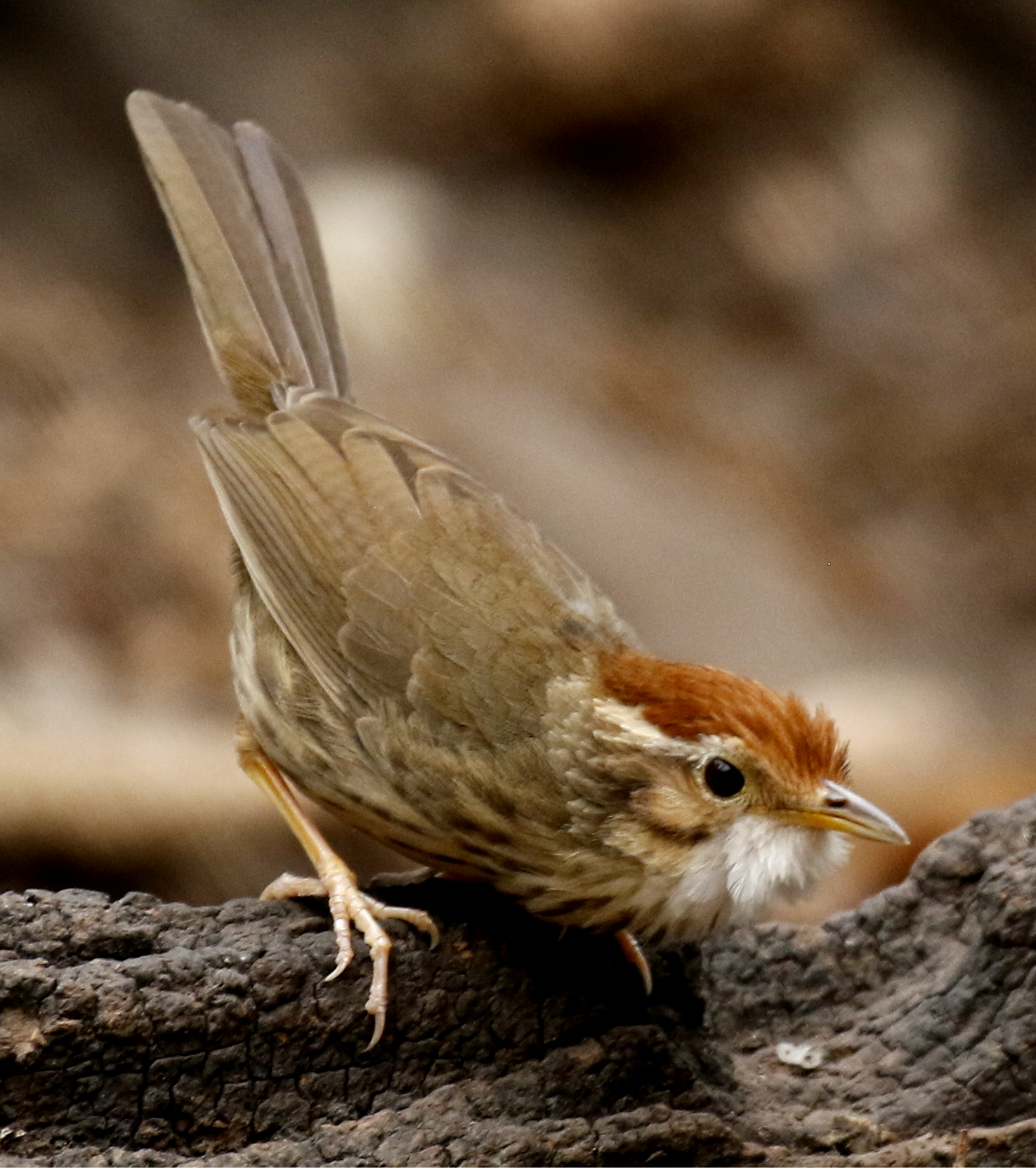
En el parque nacional Kaeng Krachen, Tailandia.

La tordina pechiestriada tienen las partes superiores pardas y las inferiores de color blanco con un denso moteado pardo en el pecho y el vientre. Presenta el píleo de color castaño, largas listas superciliares anteadas y una bigotera oscura. Su garganta es blanca con plumas son eréctiles. Tiene patas robustas, ya que pasa la mayor parte del tiempo en el suelo del bosque. Por ser un ave forestal no migratoria tiene las alas cortas y redondeadas. 
Algunas subespecies tienen moteado en el manto, mientras que otras, especialmente las de la península india, lo tienen liso.

## Taxonomía
Fue descrita científicamente por el ornitólogo inglés William Swainson en 1832. Es la especie tipo del género Pellorneum.
Su amplia distribución conlleva una gran variación, por lo que se han descrito casi treinta subespecies. La subespecie nominal se encuentra en la India peninsular (salvo los Ghats occidentales). La población el norte de los Ghats orientales es más clara, por lo que se denomina pallidum, mientras que la subespecie muy marcada que ocupa el sur de los Ghats occidentales se llama granti (incluye la antigua olivaceum). La población del Himalaya occidental pertenece a punctatum (incluye a jonesi) u la de los orientales a mandellii que tiene la espalda y nuca moteada y cantos diferentes. En el este de la India, al sur del río Brahmaputra se encuentra chamelum, mientras que ripley se encuentra en una pequeña región al este de Assam (Margherita). Más al este en Manipur están vocale, y pectorale ocupa Arunachal Pradesh y el norte de Birmania, con stageri más al sur, seguida de hilarum, victoriae y minus. Más al este se encuentra shanense, subochraceum, insularum, indistinctum, chtonium, elbeli, acrum, oreum, dusiti, vividum, ubonense, euroum, deignani, dilloni y smithi. Se han descrito varias más ahora no reconocidas y muchas poblaciones son difíciles de asignar a una subespecie.

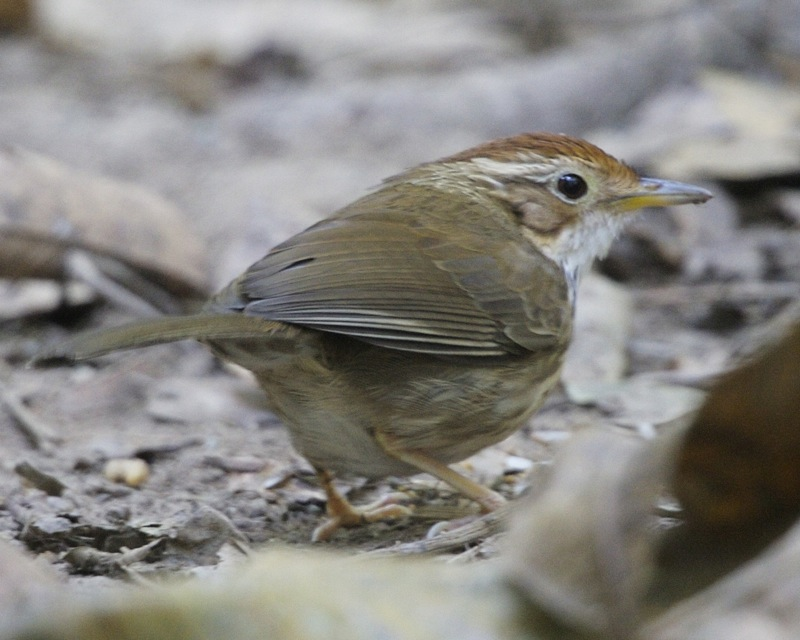
Se alimenta entre la hojarasca del bosque.

## Distribución y hábitat
Se encuentra en los montes de la región indomalaya continental. Es sedentaria en los bosques de montaña desde el Himalaya hasta Indochina y la península malaya. Habita en el sotobosque, entre los matorrales y las matas de bambú, donde se alimenta en la hojarasca del suelo.

## Comportamiento
Es un ave principalmente insectívora, que caza en el suelo del sotobosque. Emiten cantos con frecuencia. Sus llamadas son series de silbidos en escala, que pueden ser duraderos. Entre ellas se encuentran su canto matinal, y sus llamadas de contacto y alarma. Su época de cría transcurre principalmente durante la estación de lluvias. Construye su nido en el suelo en la base de un arbusto. Consiste en una cúpula de hojas y ramitas con una entrada en un lado. La entrada generalmente apunta hacia abajo cuando está situado en pendiente. La puesta suele oscilar entre los 2 y 5 huevos, siendo las poblaciones del norte las que suelen tener las puestas más grandes. Los progenitores entran correteando como roedores cuando entran y salen del nido. Los polluelos se desarrollan y dejan el nido en unos 12 o 13 días tras la eclosión.